# 卡羅納 (堪薩斯州)
卡羅納（英語：Carona）為美國堪薩斯州切羅基縣的非建制地區。

## 歷史
卡羅納原稱卡爾博納拉（Carbona），因這裡擁有豐富的煤礦而得名。
此社區的郵政局於1905年3月13日開設，期間持續營運直到1988年11月26日終止。